# خانه شهردارزاهدان
منزل شهردارزاهدان مربوط به دوره پهلوی اول است و در زاهدان، خیابان بهشتی ۹، پ ۶ واقع شده و این اثر در تاریخ ۱۸ خرداد ۱۳۸۴ با شمارهٔ ثبت ۱۱۸۶۸ به‌عنوان یکی از آثار ملی ایران به ثبت رسیده است.